# Inès Búbakríová
Inès Búbakríová (* 28. prosince 1988 Tunis) je tuniská šermířka.

## Život
Je čtyřnásobná mistryně Afriky v kordu a sedminásobná ve fleretu, na Afrických hrách vyhrála v letech 2007 a 2015 soutěž jednotlivkyň i družstev, má také dvě zlaté medaile z Panarabských her. Na mistrovství světa v šermu 2014 v Kazani získala bronzovou medaili v soutěži fleretistek.
Startovala na třech olympiádách: v Pekingu 2008 podlehla v prvním kole bývalé olympijské vítězce Ťü-ťie Luan, v Londýně 2012 postoupila do čtvrtfinále, kde ji vyřadila obhájkyně prvenství a celkově třetí Valentina Vezzaliová, v Rio de Janeiru 2016 podlehla v semifinále Italce Elise Di Francisca 9:12 a v zápase o třetí místo porazila Aidu Šanajevovou z Ruska 15:11. Stala se tak historicky první africkou šermířkou, která získala olympijskou medaili. Prohlásila, že svoji medaili věnuje všem arabským ženám jako projev víry v jejich místo ve společnosti.
Připravuje se ve Francii, od roku 2014 je jejím manželem francouzský fleretista Erwann Le Péchoux.